# حمام روستای بزج
حمام روستای بزج مربوط به دوره قاجار است و در شهرستان طالقان، روستای بزج واقع شده و این اثر در تاریخ ۱۷ اسفند ۱۳۸۱ با شمارهٔ ثبت ۷۶۱۷ به‌عنوان یکی از آثار ملی ایران به ثبت رسیده است.